# Усово (Калузька область)
Усово (рос. Усово) — присілок в Козельському районі Калузької області Російської Федерації.
Населення становить 35 осіб. Входить до складу муніципального утворення Присілок Лавровськ.

## Історія
Від 2004 року входить до складу муніципального утворення Присілок Лавровськ.

## Населення
| 2002 | 2010 |
| ---- | ---- |
| 29   | ↗35  |